# Paul Jankowski
Paul Jankowski (né le 8 juillet 1950) est un historien américain et professeur émérite d'histoire Raymond Ginger à l'Université Brandeis.

## Biographie
Élevé en Europe ainsi qu'aux États-Unis, Jankowski fréquente le Balliol College d'Oxford pour ses diplômes de premier et de deuxième cycle, et termine sa thèse de doctorat sur Simon Sabiani et la montée du fascisme et du Parti populaire français à Marseille.
Jankowski est spécialisé dans l'histoire de la France moderne et de l'Europe moderne, l'histoire de la guerre et l'histoire des relations internationales dans l'entre-deux-guerres. En plus de son étude sur Sabiani, il publie des livres sur l'affaire Stavisky, les scandales politiques en France et la bataille de Verdun. Son dernier livre, All Against All: The Long Winter of 1933 and the Origins of the Second World War, est un récit historique de plusieurs événements et développements, principalement en Europe et aux États-Unis, entre novembre 1932 et avril 1933, notamment l'arrivée au pouvoir d'Adolf Hitler en Allemagne, l'élection de Franklin D. Roosevelt à la présidence des États-Unis et les premières attaques japonaises contre la Chine.

## Publications
- Communism and Collaboration: Simon Sabiani and Politics in Marseille 1919–1944 (London and New Haven: Yale University Press, 1989; (ISBN 0-30004-345-7) ).
- Cette vilaine affaire Stavisky. Histoire d'un scandale politique (Paris : Editions Arthème Fayard, 2000).
- Stavisky: A Confidence Man in the Republic of Virtue (Ithaca, NY: Cornell University Press, 2002;  (ISBN 978-0-80143-959-9) )[2].
- Shades of Indignation. Political Scandals in France, Past and present. (Oxford and New York: Berghahn, 2008;  (ISBN 978-1-84545-365-7) ).
- Verdun: The Longest Battle of the Great War (Oxford and New York: Oxford University Press, 2014;  (ISBN 978-0-19931-689-2) )[3].
- All Against All: The Long Winter of 1933 and the Origins of the Second World War (New York: Harper, 2020;  (ISBN 978-0-06243-352-7)).